# Johan Vilhelm af Sachsen-Weimar
Johan Vilhelm af Sachsen-Weimar (født 11. marts 1530 i Torgau, død 2. marts 1573 i Weimar) var hertug af Sachsen-Weimar fra 1572 til 1573. Han var den anden søn af Kurfyrste Johan Frederik 1. af Sachsen, og overtog hertugdømmet Sachsen-Weimar ved arvedelingen efter faderens død.

## Eksterne links
- Wikimedia Commons har flere filer relateret til Johan Vilhelm af Sachsen-Weimar